# Rainer Müller-Hörner
Rainer Müller-Hörner, né le 27 janvier 1967 à Fürth, est un triathlète allemand, champion d'Europe en 1995 à Stockholm.

## Palmarès
Le tableau présente les résultats les plus significatifs (podium) obtenus sur le circuit international de triathlon depuis 1992,.
| Année | Compétition                                  | Pays       | Position          | Temps           |
| ----- | -------------------------------------------- | ---------- | ----------------- | --------------- |
| 2001  | Ironman Autriche                             | Autriche   |                   | 8 h 17 min 41 s |
| 2000  | Ironman Lanzarote                            | Espagne    |                   | 8 h 53 min 57 s |
| 2000  | Ironman Autriche                             | Autriche   |                   | 8 h 12 min 38 s |
| 1999  | Triathlon International de Nice              | France     |                   | 6 h 11 min 16 s |
| 1996  | Ironman Europe                               | Allemagne  |                   | Timing          |
| 1995  | Championnat d'Europe                         | Suède      |                   | 1 h 46 min 24 s |
| 1995  | Ironman - Championnat du monde à Kailua-Kona | États-Unis |                   | 8 h 25 min 23 s |
| 1995  | Powerman Duathlon Zofingen                   | Suisse     |                   | 7 h 8 min 49 s  |
| 1994  | Championnat d'Europe                         | Suède      |                   | 1 h 53 min 37 s |
| 1994  | Ironman Europe                               | Allemagne  |                   | 8 h 4 min 41 s  |
| 1993  | Championnat d'Europe                         | Suède      |                   | 1 h 54 min 59 s |
| 1993  | Championnat d'Allemagne                      | Allemagne  | Médaille d'argent | 2 h 1 min 29 s  |
| 1992  | Championnat du monde                         | Canada     |                   | 1 h 49 min 29 s |
| 1992  | Championnat d'Allemagne                      | Allemagne  | Médaille d'argent | 1 h 50 min 18 s |